# العلاقات الكورية الشمالية الكولومبية
العلاقات الكورية الشمالية الكولومبية هي العلاقات الثنائية التي تجمع بين كوريا الشمالية وكولومبيا.

## مقارنة بين البلدين
هذه مقارنة عامة ومرجعية للدولتين:
| وجه المقارنة                                              | كوريا الشمالية                        | كولومبيا        |
| --------------------------------------------------------- | ------------------------------------- | --------------- |
| المساحة (كم2)                                             | 120.54 ألف                            | 1.14 مليون      |
| عدد السكان (نسمة)                                         | 25.49 مليون                           | 49.07 مليون     |
| الكثافة السكانية (ن./كم²)                                 | 211.47                                | 43.04           |
| العاصمة                                                   | بيونغيانغ                             | بوغوتا          |
| اللغة الرسمية                                             | لغة كوريا الشمالية القياسية ‏          | اللغة الإسبانية |
| العملة                                                    | وون كوري شمالي                        | بيزو كولومبي    |
| الناتج المحلي الإجمالي (بليون دولار)                      |                                       | 309.19 مليار    |
| الناتج المحلي الإجمالي (تعادل القوة الشرائية) بليون دولار |                                       | 724.96 مليار    |
| الناتج المحلي الإجمالي الاسمي للفرد دولار أمريكي          |                                       | 7.60 ألف        |
| الناتج المحلي الإجمالي للفرد دولار أمريكي                 |                                       | 13.36 ألف       |
| مؤشر التنمية البشرية                                      |                                       | 0.720           |
| رمز المكالمات الدولي                                      | +850                                  | +57             |
| رمز الإنترنت                                              | .kp                                   | .co             |
| المنطقة الزمنية                                           | ت ع م+08:30، ت ع م+08:30، ت ع م+09:00 | 00              |

## منظمات دولية مشتركة
يشترك البلدان في عضوية مجموعة من المنظمات الدولية، منها:
| علم المنظمة | اسم المنظمة                   | تاريخ انضمام كوريا الشمالية | تاريخ انضمام كولومبيا |
| ----------- | ----------------------------- | --------------------------- | --------------------- |
|             | الأمم المتحدة                 | 17 سبتمبر 1991              | 5 نوفمبر 1945         |
|             | الاتحاد الدولي للاتصالات      | ?                           | 25 أغسطس 1914         |
|             | الاتحاد البريدي العالمي       | ?                           | ?                     |
|             | المنظمة الهيدروغرافية الدولية | ?                           | ?                     |
|             | يونسكو                        | 18 أكتوبر 1974              | 31 أكتوبر 1947        |

## وصلات خارجية
- موقع وزارة الخارجية الكورية الشمالية